# Polícia de Viação e Trânsito
A Polícia de Viação e Trânsito (PVT), anteriormente chamada de Corpo Especial de Polícia de Transito nas Estradas, foi uma corporação policial de Portugal, que possuía a responsabilidade de fiscalizar o cumprimentos das leis e regulamentos a respeito dos transportes rodoviários, sobretudo nas estradas exteriores às localidades.
A PVT estava organicamente dependente do Ministério das Comunicações, mas, funcionalmente, dependente da Polícia de Segurança Pública, da qual era oriundo, a maioria, do pessoal.

## História
A PVT foi criada com o nome de Polícia de Trânsito, em 1930, sendo inicialmente uma unidade especial da Polícia de Segurança Pública. Sua criação derivou da necessidade de melhorar o policiamento nas estradas fora das localidades, devido ao então crescente aumento do tráfego nas rodovias. No ano de 1937, tornou-se uma força de segurança independente, passando a ser designada por este nome. Foi o primeiro corpo policial com elevado nível de motorização, equipado com automóveis e motocicletas.
A corporação foi extinta em 12 de junho de 1970 pelo decreto-lei 265/70. Foi substituída pela Guarda Nacional Republicana.

## Os postos da PVT
Um aspecto pitoresco da antiga PVT eram os seus postos policiais, em forma de quiosque, colocados junto às estradas, nas entradas das povoações, pontes ou outros pontos rodoviárias estratégicos. Muitos deles ainda existem, a maioria tendo sido adaptados para funções não policiais.